# Адванс (Мисури)
Адванс (енгл. Advance) град је у америчкој савезној држави Мисури.

## Демографија
По попису из 2010. године број становника је 1.347, што је 103 (8,3%) становника више него 2000. године.
| Група             | 2000.         | 2010.         |
| Белци             | 1.219 (98,0%) | 1.324 (98,3%) |
| Афроамериканци    | 1 (0,1%)      | 1 (0,1%)      |
| Азијати           | 2 (0,2%)      | 2 (0,1%)      |
| Хиспаноамериканци | 4 (0,3%)      | 9 (0,7%)      |
| Укупно            | 1.244         | 1.347         |